# Paul Fischer (Fußballspieler, II)
Paul Fischer (Lebensdaten unbekannt) war ein deutscher Fußballspieler.

## Karriere

### Vereine
Fischer gehörte als Mittelfeldspieler dem Rixdorfer FC Tasmania 1900 an, für den er in den vom Märkischen Fußball-Bund organisierten Meisterschaften Punktspiele bestritt.
Die letzten drei Meisterschaften vor dem Zusammenschluss mit dem Verband Berliner Ballspielvereine und dem Verband Berliner Athletik-Vereine zum Verband Brandenburgischer Ballspielvereine zur Durchführung einer einheitlichen Berliner Fußballmeisterschaft gewann er mit seiner Mannschaft allesamt. 1909 setzte sich seine Mannschaft mit einem Punkt, 1910 mit fünf Punkten in einer Liga mit neun Vereinen durch. Nur 1911 beendete seine Mannschaft die Saison punktgleich mit dem SV Norden-Nordwest Berlin, gegen den das Entscheidungsspiel um die Märkische Meisterschaft mit 4:1 gewonnen wurde.
Aufgrund der drei regionalen Meistertitel war seine Mannschaft auch an den jeweiligen Endrunden um die Deutsche Meisterschaft vertreten, in denen er in fünf Spielen ein Tor erzielte. Sein Debüt am 2. Mai 1909 bei der 2:4-Niederlage auf dem Sportplatz an der Helmstedter Straße in Braunschweig gegen den Altonaer FC von 1893 krönte er mit seinem ersten Tor, dem Anschlusstreffer zum 2:3 in der 85. Minute. Am 10. und 17. April 1910 bestritt er das mit 5:1 gewonnene Qualifikationsspiel beim SV Prussia-Samland Königsberg und das mit 2:1 gewonnene Viertelfinale gegen den VfR 1897 Breslau. Das Ausscheiden aus dem Wettbewerb ereilte ihn und seine Mannschaft am 1. Mai 1910 mit der 0:6-Niederlage bei Holstein Kiel im Halbfinale. Sein letztes Endrundenspiel bestritt er am 7. Mai 1911 auf dem Fürther Sportplatz am Ronhofer Weg bei der 0:4-Niederlage gegen den Karlsruher FV.

### Auswahlmannschaft
Als Spieler der Auswahlmannschaft des Märkischen Fußball-Bundes nahm er an der dritten Auflage des Wettbewerbs um den Kronprinzenpokal teil. Bei der 2:8-Niederlage am 9. Oktober 1910 auf dem Berliner Germania-Platz im Viertelfinale gegen die Auswahlmannschaft des Verbandes Berliner Ballspielvereine erzielte er das Tor zum 1:1 per Elfmeter in der 35. Minute.

## Erfolge
- Märkischer Meister 1909, 1910, 1911